# Caecum glabrum
Caecum glabrum är en snäckart som beskrevs av Montagu 1803. Caecum glabrum ingår i släktet Caecum och familjen Caecidae. Arten är reproducerande i Sverige. Inga underarter finns listade i Catalogue of Life.

## Bildgalleri

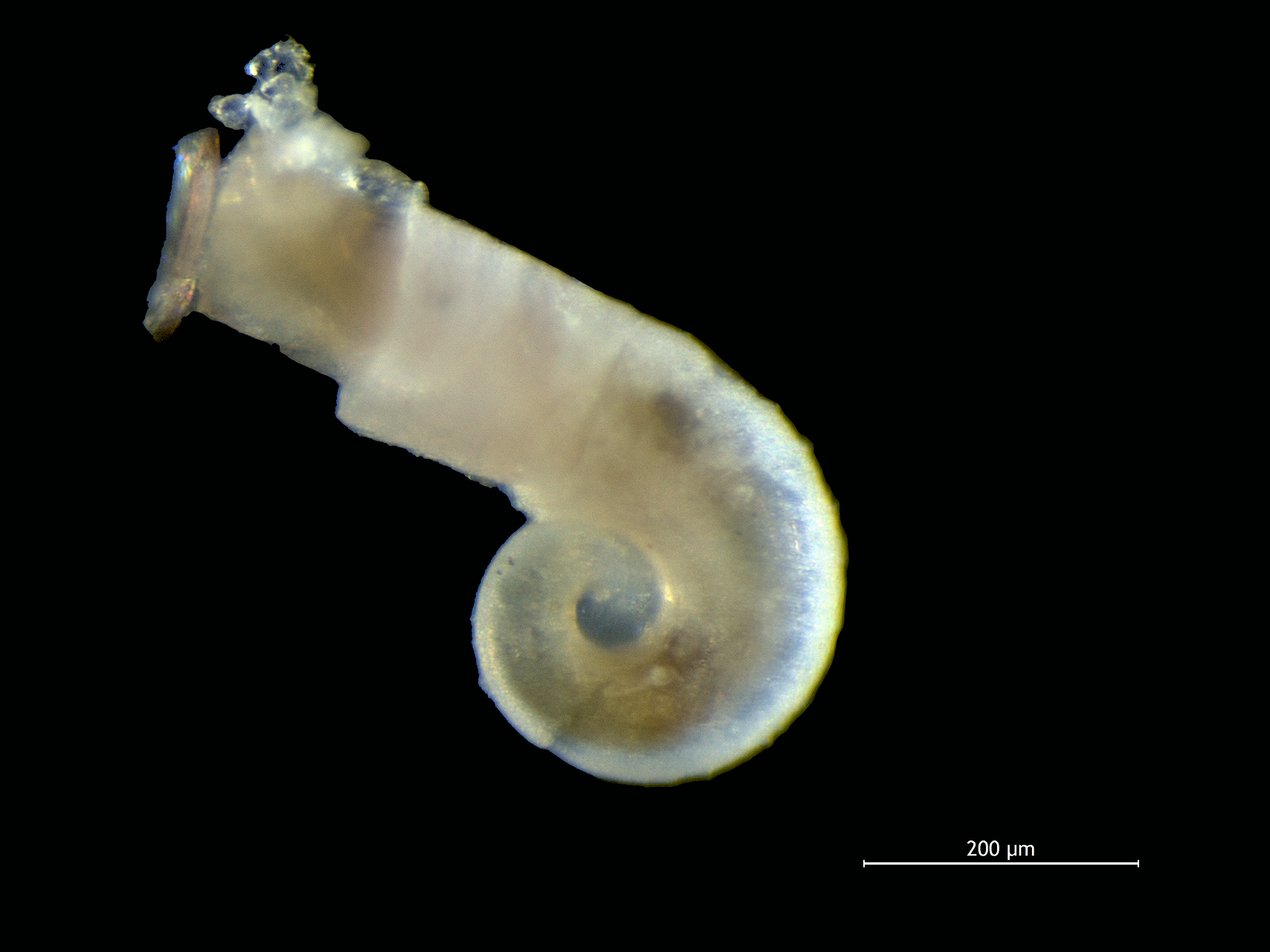
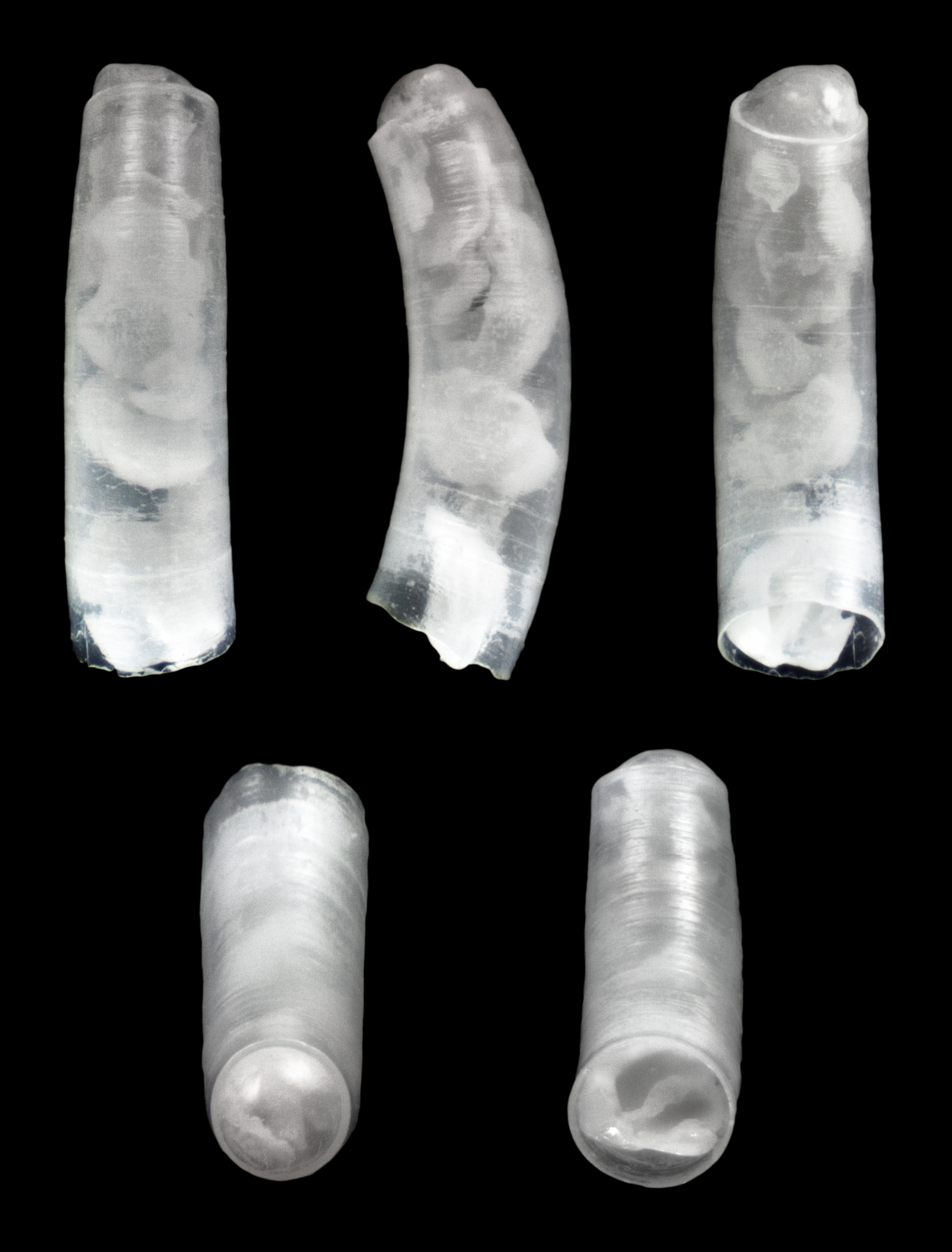
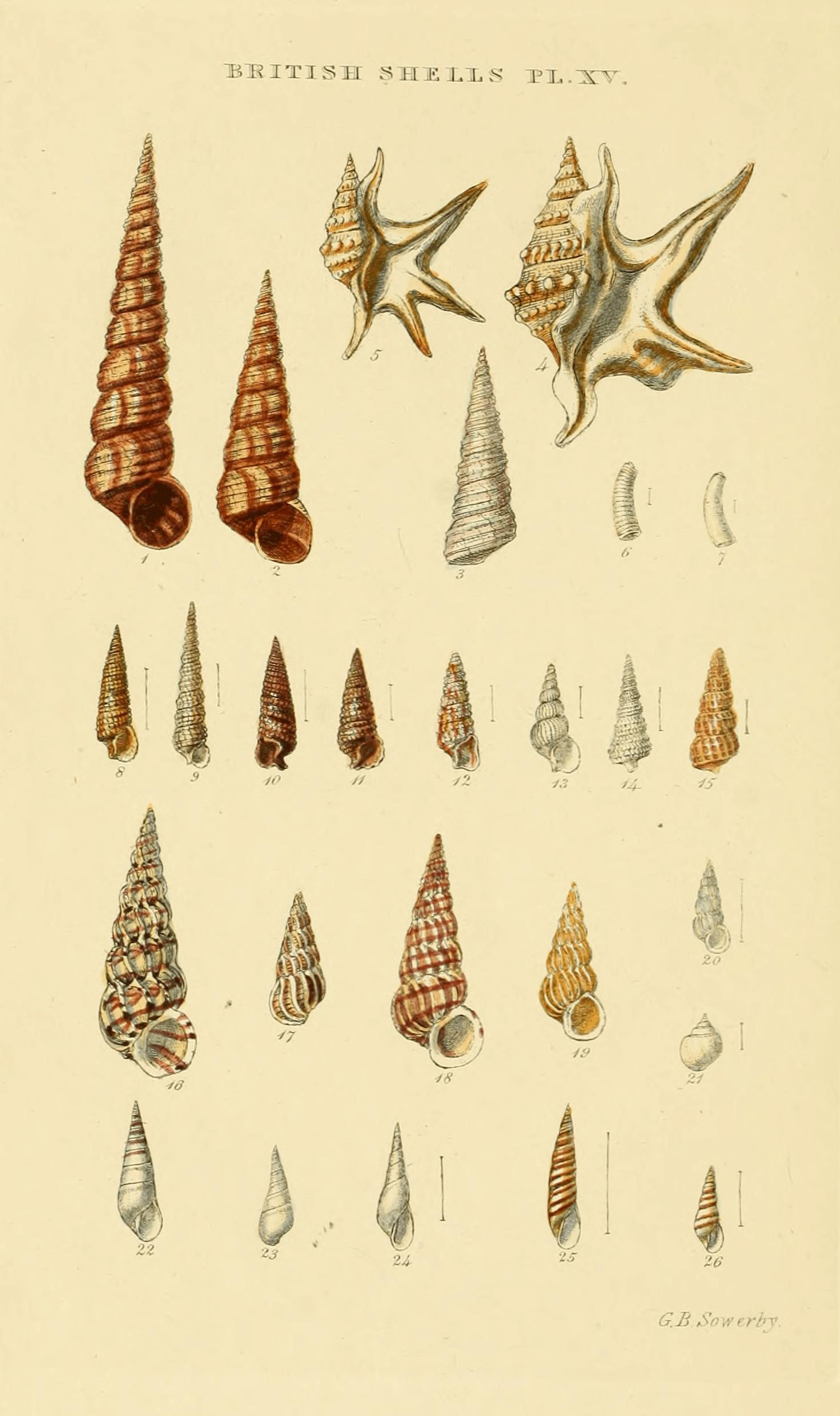